# Mariene ecoregio Golf van Alaska
De Mariene ecoregio Golf van Alaska (54) (Engels: Gulf of Alaska marine ecoregion) is een biogeografische regio en ligt in het noorden van de Grote Oceaan in de Mariene provincie Koude Gematigde Noordoostelijke Stille Oceaan (10) in het Marien rijk Gematigde Noordelijke Stille Oceaan. De mariene ecoregio is vastgesteld door het World Wide Fund for Nature en The Nature Conservancy en is vernoemd naar de Golf van Alaska.
In het oosten grenst het gebied aan de mariene ecoregio Noord-Amerikaans Pacifisch Fjordland (55), in het zuidwesten aan de mariene ecoregio Aleoeten (53) en in het noordwesten aan de mariene ecoregio Oostelijke Beringzee (14).

## Geografie
De mariene ecoregio ligt in het noorden van de Grote Oceaan voor de zuidkust van Alaska in de Verenigde Staten. Het gebied in de Golf van Alaska strekt zich uit van de westkust van Unimak Island in de Aleoeten tot vlak voor de monding van de Icy Strait via de Cross Sound en omvat onder andere de zuidoostkust van het Alaska-schiereiland, rond de Kodiak-Archipel en rond het schiereiland Kenai.
Door het gebied stroomt de Alaskastroom en de Alaskagyre.

## Biogeografie
Het gebied kent zeeleven dat houdt van gematigde temperaturen.